# Koe de oshigoto!
Koe de oshigoto! (こえでおしごと!? lett. "Lavora con la tua voce!"), conosciuto anche con l'abbreviazione KoeGoto (こえごと?), è un manga ecchi scritto e disegnato da Azure Konno, ambientato nel mondo dei videogiochi eroge. La serie è stata adattata in una serie di due OAV dallo Studio Gokumi nel 2010 e nel 2011.

## Trama
Al suo sedicesimo anni di età, Kanna si trova nella scomoda posizione di dover accettare l'offerta di lavoro che le fa la sorella Yayoi: iniziare a doppiare i videogiochi eroge ed hentai che la sua casa produce. Imbarazzatissima per il linguaggio sboccato delle sceneggiature e per le situazioni che rappresentano, Kanna viene dunque istruita – per volere della sorella da Fumika, la doppiatrice professionista che lavora da tempo per la compagnia.
La giovane liceale tuttavia non ha alcuna esperienza in campo di hentai e perciò deve prima provare dei titoli per imparare i meccanismi di gioco e le prestazioni vocali che ci si aspetta da lei; reputatasi pronta per un primo tentativo di registrazione, a Kanna rimonta la vergogna quando scopre che lo sceneggiatore è un vecchio amico d'infanzia di Yayoi, verso il quale ha una cotta che dura da anni, e che il figlio del proprietario dello studio con cui progettano una fusione, altri non è che Motoki Kaizu, suo compagno di classe.

## Personaggi
Kanna Aoyagi (青柳 柑奈?, Aoyagi Kanna)
Doppiata da MAKO
Studentessa liceale e minorenne, decide comunque di acconsentire alle richieste della sorella e diventare una doppiatrice di videogiochi per adulti. Vergognandosi poi durante le registrazioni, la sorella Yayoi decide di affidarla alla professionista Fumika e ai consigli di Nagatoshi, suo amico d'infanzia del quale Kanna è innamorata da anni. Proprio grazie alla partecipazione del ragazzo la giovane Kanna sboccia come promettente doppiatrice, superando presto i suoi scrupoli.
Yayoi Aoyagi (青柳 弥生?, Aoyagi Yayoi)
Doppiata da Akeno Watanabe
Sorella di Kanna ed intraprendente presidente di una piccola casa di produzione di videogiochi hentai ed eroge. Nonostante lavori nell'industria della pornografia soft, Yayoi non è minimamente imbarazzata dal lavoro che svolge o dalla sua posizione di responsabile. Al contrario, trova il proprio lavoro appassionante e stimolante al punto da voler con sé la sorella.
Fumika Warasono (藁園 文花?, Warasono Fumika)
Doppiata da Ayano Ishikawa
Studentessa universitaria e nel tempo libero doppiatrice professionista di visual novel per adulti, Fumika è per sua stessa ammissione una ragazza semplice, che non ha mai avuto serie esperienze sessuali, nonostante il talento dimostrato nella sua attività lavorativa. Kanna guarda Fumika come un modello di vita e lavorativo, per la grande solarità della ragazza e la grande efficienza anche sul lavoro.
Nagatoshi Hioki (日置 長俊?, Hioki Nagatoshi)
Doppiato da Susumu Chiba
Sceneggiatore per la compagnia e vecchio conoscente delle sorelle Aoyagi. Data la grande influenza anche ha su Kanna, che ha inoltre una cotta per lui, viene incaricato di assistere la giovane doppiatrice in sala di registrazione, per aiutarla a superare il proprio imbarazzo e per insegnarle come impiegare la propria voce per le scene più esplicite.
Motoki Kaizu (海津元樹)?, Kaizu Motoki)
Compagno di classe di Kanna, possedendo suo  padre uno studio di produzione di giochi per adulti, riconosce subito la compagna come il nuovo astro nascente nel settore. Suo padre finisce poi per fondere la propria casa con quella di Yayoi e così Motoki inizia a lavorare, nell'imbarazzo di entrambi, assieme a Kanna.

## Media

### Manga
Il manga è stato scritto e illustrato da Azure Konno e pubblicato da Wani Books. È stato serializzato sulla rivista Comic Gum a partire dal numero di luglio del 2008, pubblicato il 26 maggio 2008 e terminato nel numero di giugno 2013 il 26 aprile 2013. Sono stati pubblicati 10 volumi.

### Anime
Un adattamento OAV, intitolato Koe de oshigoto! The Animation (こえでおしごと! THE ANIMATION?), è stato prodotto dallo Studio Gokumi e diretto da Naoto Hosoda, con testi scritti da Masashi Suzuki e con character design di Satoru Kiyomaru. I due episodi sono stati pubblicati in Blu-ray e DVD rispettivamente tra il 17 novembre 2010 e l'11 maggio 2011.

#### Sigle
- Sigla di apertura: Koi no Mahō (恋の魔法?) di Orange blossom (MAKO e Ayano Ishikawa)
- Sigla di chiusura: Kuchibiru Chuck (くちびるチャック?) di Takashima Minami Kō Kō Koegoto Girls (MAKO, Juri Nagatsuma e Maina Shimagata)